# Cem Yıldırım
Cem Yalçın Yıldırım (* 8. Juli 1961) ist ein türkischer Mathematiker, der sich mit analytischer Zahlentheorie beschäftigt.
Yildirim studierte an der Technischen Universität des Nahen Ostens (ODTÜ) in Ankara (Vordiplom 1982) und promovierte 1990 an der Universität Toronto bei John Friedlander (Zeta Function Theory:  Pair Correlation And Value Distribution). Er war an der Bilkent-Universität in der Türkei und ist zurzeit Professor an der  Boğaziçi Üniversitesi in Istanbul.
Yildirim bewies mit Dan Goldston und János Pintz 2005 einen Satz über die Anzahl von Primzahlzwillingen mit (im Vergleich zum Mittelwert, der bei einer Primzahl p von der Größenordnung log p ist) kleinem Abstand voneinander (siehe Artikel Goldston). Sie verwendeten dabei das nach ihnen benannte GPY-Sieb. Der erste Beweis mit Goldston 2003 war fehlerhaft, konnte aber in Zusammenarbeit mit Pintz korrigiert werden. Den drei Mathematikern wurde 2014 gemeinsam der Colepreis für Zahlentheorie zugesprochen. 2014 war er mit Goldston und Pintz Eingeladener Sprecher auf dem ICM in Seoul (Small gaps between primes).